# Ronald Hamming
Ronald Hamming (Zeegse, Drenthe, 9 januari 1973) is een voormalig Nederlands profvoetballer.
Hij voetbalde in zijn jeugd bij SV Tynaarlo en Achilles 1894. Zijn debuut voor FC Groningen was op 15 augustus 1992 tegen Willem II (4-1), waar hij in de 64e minuut inviel voor Bert Zuurman. Na drie jaar bij FC Groningen gespeeld te hebben trok hij naar het zuiden van het land om te gaan spelen bij Fortuna Sittard. Ondanks aanbiedingen van topclubs in Nederland bleef hij tot 2003 bij Fortuna Sittard.
Hierna keerde hij terug naar het noorden. BV Veendam werd zijn nieuwe club. Na een paar jaar bij BV Veendam gespeeld te hebben stopte hij met het spelen van betaald voetbal. Tijdens zijn periode bij BV Veendam was hij ook jeugdtrainer bij Achilles '94 uit Assen. In zijn laatste jaar als voetballer kwam hij ook weer terug bij de "roodborstjes" en mede dankzij hem promoveerde Achilles '94 naar de 1e klasse.
Inmiddels is hij zowel gestopt met voetballen als met training geven en heeft nu een eigen rijschool.

## Profstatistieken
| Seizoen   | Club            | Duels | Goals | Competitie                |
| --------- | --------------- | ----- | ----- | ------------------------- |
| 1992/1995 | FC Groningen    | 46    | 13    | Eredivisie                |
| 1994/2003 | Fortuna Sittard | 232   | 99    | Eerste divisie/Eredivisie |
| 2003/2007 | BV Veendam      | 116   | 76    | Eerste divisie            |
| Totaal    | Totaal          | 394   | 188   |                           |